# 結城氏 (奉公衆)
結城氏（ゆうきし）は、日本の氏族。室町時代から戦国時代にかけて室町幕府の奉公衆として活動した。嫡流の一族は十郎・勘解由左衛門尉・越後守を名乗った。下総国の結城氏とは無関係であり、血縁関係もない。

## 概要
結城氏の祖は、丹後国出身の古山満藤（古山勘解由左衛門尉平満藤）である。満藤は明徳2年（1391年）に明徳の乱が発生した際に山名満幸の反乱を注進したことで将軍足利義満の最側近となり室町幕府に仕えた。また、満藤は古山珠阿の縁者と考えられている。珠阿は、『鹿苑院殿厳島詣記』に名前が見える時衆の同朋衆で、古山十郎とも記される。
後に結城氏は一番衆・二番衆・五番衆の3家に分かれ、嫡流の一族は二番衆家であり、十郎・勘解由左衛門尉・越後守を名乗った。
満藤の子は、足利義持から偏諱を賜っている結城持藤である。『花営三代記』によると、足利義量の御方衆であったとされる。また、『建内記』正長元年（1428年）10月23日条や永享2年（1430年）7月25日などにも持藤の名前が見えるため、足利義教にも仕えていたことがわかる。
足利義尚期には結城勘解由左衛門尉政広（後に政胤に改名）・結城七郎尚隆（後に尚豊に改名）兄弟が重用された。文明18年（1486年）7月の義尚の右近衛大将拝賀式の供奉人には兄弟の名前が見え、後に政胤は評定衆となり、尚豊は長享2年（1488年）1月、六角高頼に代わって近江守護に補任されている。しかし、義尚による重用は細川政元など周囲からの反感を買い、延徳元年（1489年）3月に義尚が没すると、出家して大徳寺の僧となっている。
他にも、長享元年（1487年）の鈎の陣についての記録である「長享元年九月十二日常徳院殿様江州御動座当時在陣衆着到」には結城新介の名前が見える。
政胤の子とされる結城十郎元胤は細川政元と関係を深め、元胤の子・結城十郎国治（後に勘解由左衛門尉国縁を名乗る）は足利義晴・細川高国の下で活動している。
木下聡は、国縁の活動が天文年間後期に途絶え、天文末期から結城越後入道忠正が現れること、忠正の子・孫七郎が左衛門尉を名乗り、忠正が越後守を名乗っていることから、結城国治・国縁・忠正は同一人物であるとした。ただし、馬部隆弘は、『万松院殿穴太記』や『言継卿記』などから、国縁は天文14年（1546年）1月から翌年までの間に死没しているとし、同14年10月には五番衆家を継承していた結城七郎貞胤が二番衆家の家督を継承したと考えられること、永禄3年（1560年）8月には結城彦七郎信盛が五番衆家を継承しており、「彦七郎」を名乗ったのは、五番衆家から二番衆家の当主となった七郎貞胤がいたからと考えられること、一番衆家の当主には結城七郎四郎宗俊がいたことなどから、忠正は国治・国縁とは別人（二番衆家の当主ではない）であると主張している。

## 系図
凡例：太線は実子、破線は養子